# Grönryggig bulbyl
Grönryggig bulbyl (Ixos malaccensis) är en fågel i familjen bulbyler inom ordningen tättingar. Arten förekommer i Sydöstasien. Den minskar i antal och beståndet anses vara nära hotat.

## Utseende och läte
Grönryggig bulbyl är en stor olivbrun bulbyl med en lång och kraftig mejselliknande näbb. Undersidan är ljusgrå, med vita strimmor på strupe och bröst. Likformade ockragumpad bulbyl är brunare med gul undergump och saknar strimmorna på bröstet. Sången består av en samling gnissliga, uppåtböjda toner.

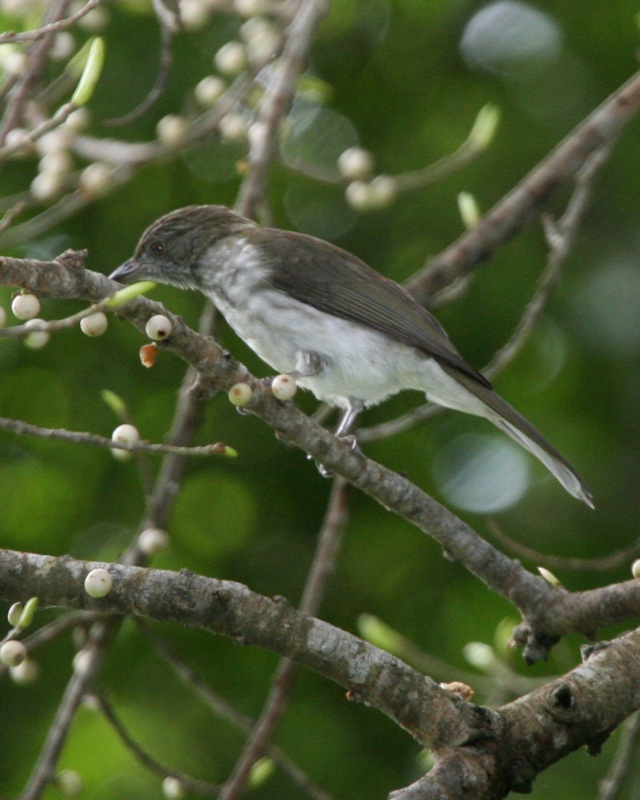

## Utbredning och systematik
Fågeln förekommer i södra Thailand, på Malackahalvön, Sumatra, Borneo och näraliggande öar. Den behandlas som monotypisk, det vill säga att den inte delas in i några underarter.

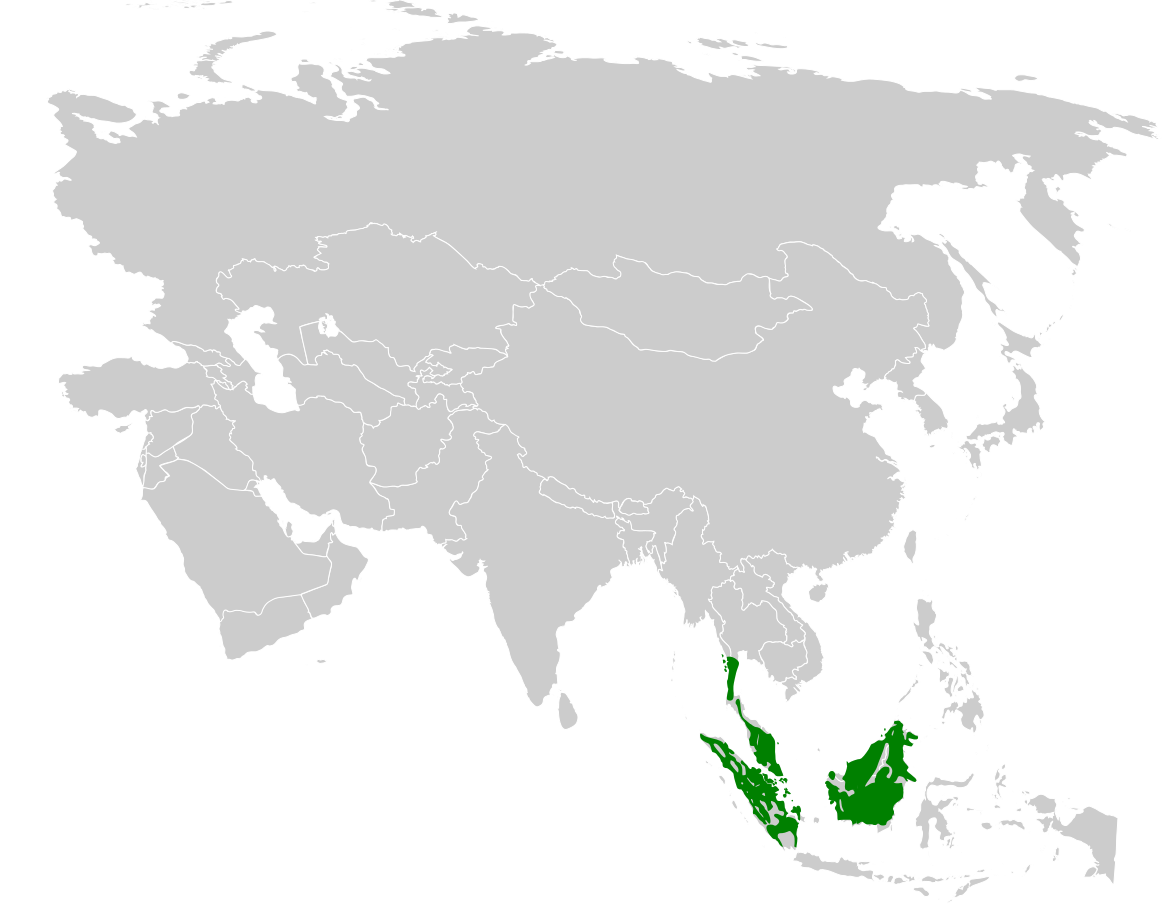
Utbredningsområdet för grönryggig bulbyl.

## Levnadssätt
Grönryggig bulbyl hittas i skogar i låglänta områden och lägre bergstrakter. Där ses den födosöka på medelhög till hög nivå, ofta i artblandade flockar. Födan består av frukt och insekter. Arten häckar april–maj, förmodligen även i juni–juli. Det prydligt skålformade boet av mossa och bambublad placeras relativt högt upp. Däri lägger den två ägg. Ungarna tas om hand av både hane och hona.

## Status
Grönryggig bulbyl har ett stort utbredningsområde, men minskar i antal till följd av habitatförstörelse, så pass att naturvårdsunionen IUCN listar den som nära hotad. Beståndet har inte uppskattats, men den beskrivs som ganska vanlig till vanlig.